# Xã Dayton, Quận Chickasaw, Iowa
Xã Dayton (tiếng Anh: Dayton Township) là một xã thuộc quận Chickasaw, tiểu bang Iowa, Hoa Kỳ. Năm 2010, dân số của xã này là 1.615 người.